# Lid-Brinkman

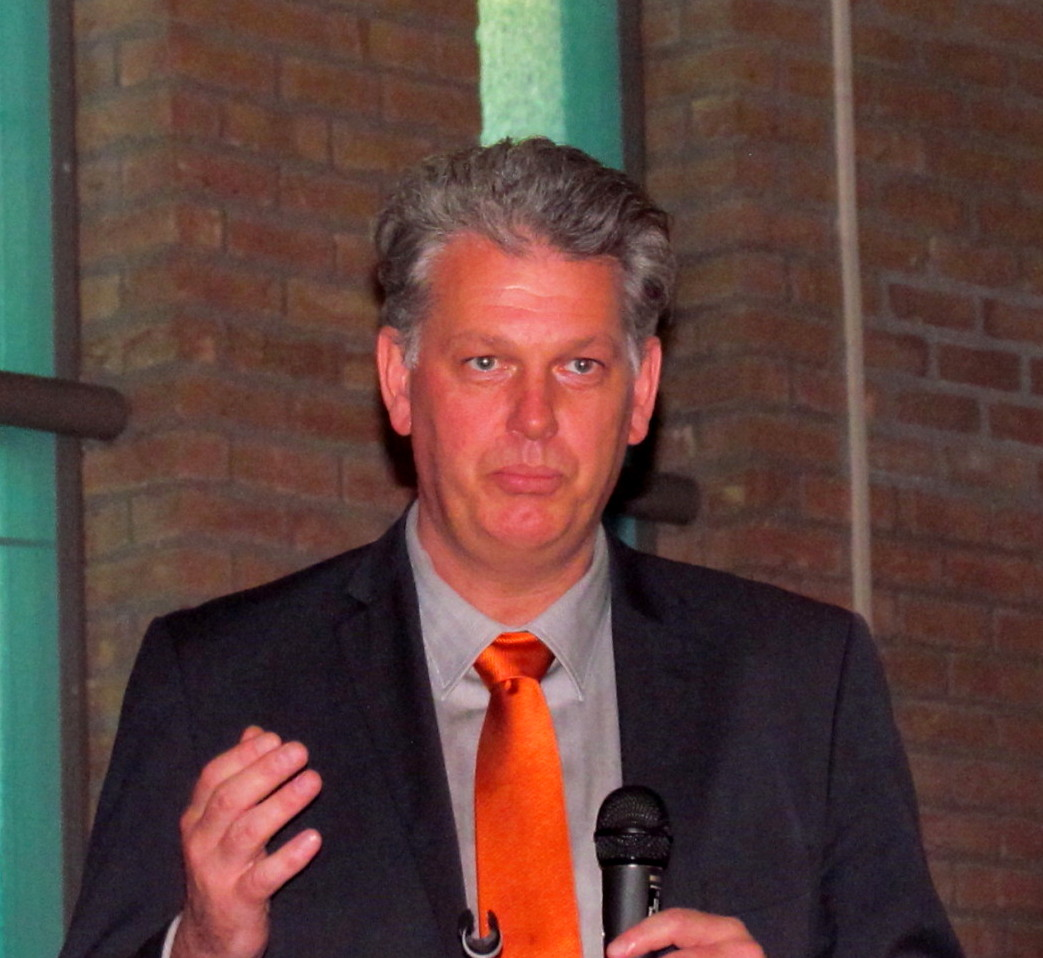
Hero Brinkman, mei 2012

De fractie lid-Brinkman was een eenmansfractie in de Nederlandse Tweede Kamer der Staten-Generaal. Het lid van deze fractie, Hero Brinkman, splitste zich af op 20 maart 2012 van de fractie van de PVV. De fractie hield op 19 september van datzelfde jaar op te bestaan.

## Afsplitsing
Op 20 maart 2012 maakte Brinkman bekend dat hij opstapte uit de PVV-fractie en alleen verderging in de Tweede Kamer. Dit omdat hij vond dat de PVV te weinig bezig was met de eigen toekomst (geen jongerenorganisatie wilde zoals Brinkman), uitsluitend om de partijleider draaide, bevolkingsgroepen ten onrechte wegzette en "ondoordachte" acties als het 'Polenmeldpunt' niet intern wilde bespreken.
Het minderheidskabinet VVD-CDA met de gedoogsteun van de PVV kon vanaf 20 maart 2012 niet meer rekenen op een meerderheid. Brinkman zei echter niet van plan te zijn om het kabinet-Rutte I te laten vallen. Op 24 april 2012, na de val van kabinet-Rutte, liet Brinkman weten dat hij een nieuwe partij vormde om daarmee mee te doen aan de Tweede Kamerverkiezingen van 12 september 2012: de Onafhankelijke Burger Partij (OBP). Nog later was sprake van een samenwerkingsverband van de OBP met het al bestaande Trots op Nederland onder de naam Democratisch Politiek Keerpunt (DPK). Het DPK deed onder Brinkmans leiding mee aan de Tweede Kamerverkiezingen van 2012, maar haalde geen zetel. Op 19 september 2012 nam Hero Brinkman afscheid van de Tweede Kamer.